# Euphorbia punctulata
Euphorbia punctulata är en törelväxtart som beskrevs av Nils Johan Andersson. Euphorbia punctulata ingår i släktet törlar, och familjen törelväxter.
Artens utbredningsområde är Galápagosöarna. Inga underarter finns listade i Catalogue of Life.